# Patsaev (cráter)

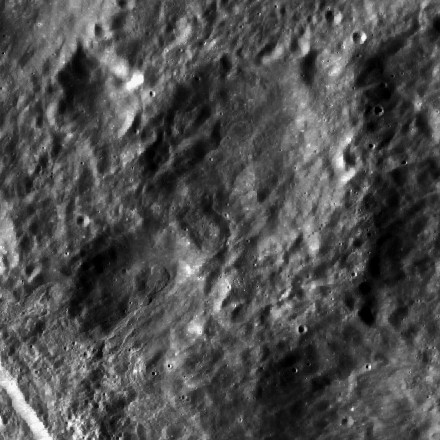
Fotografía de la misión Lunar Reconnaissance Orbiter

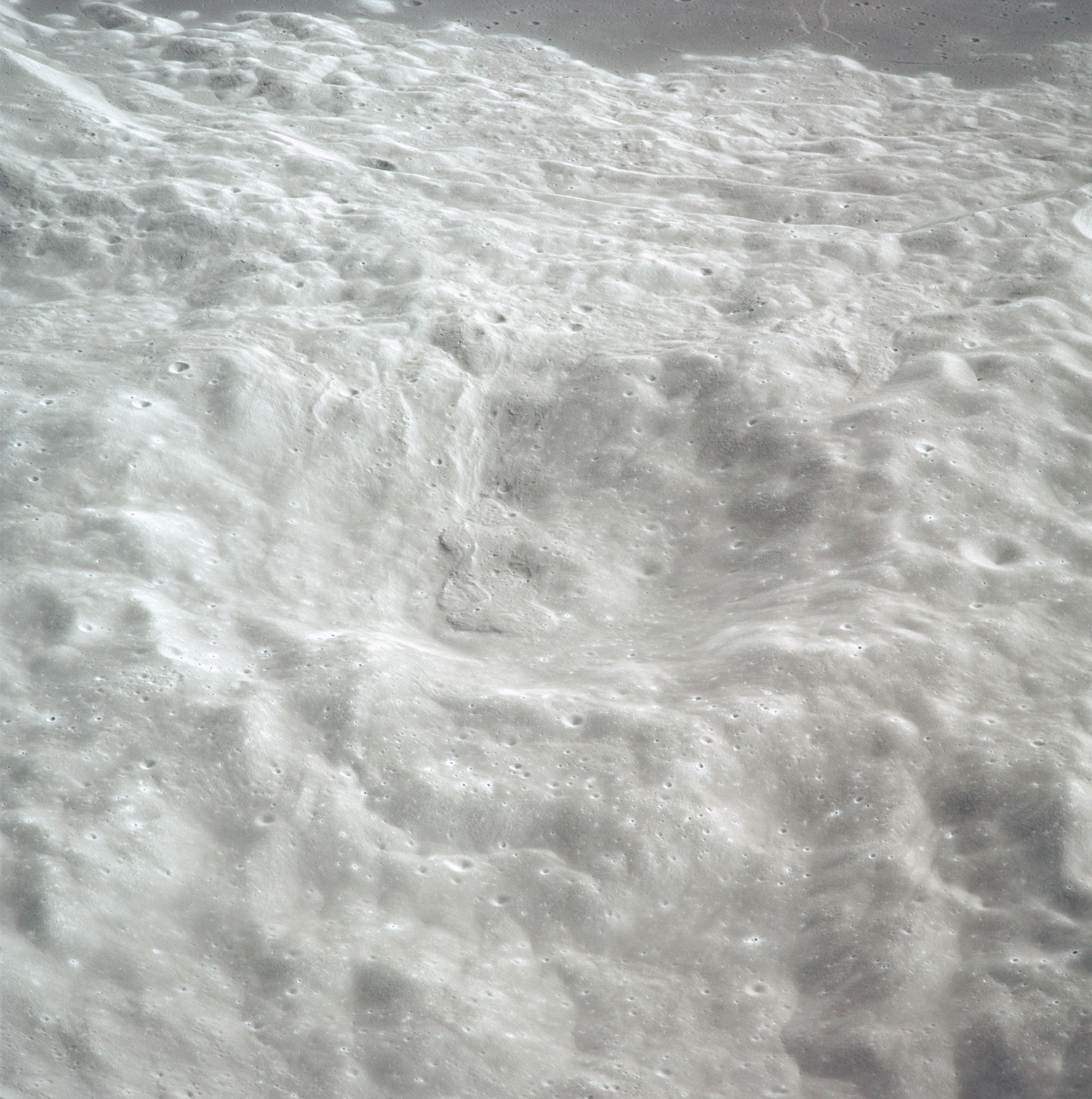
Vista oblicua desde el sudoeste de Patsaev Q (y Kira) desde el Apolo 17

Patsaev es un cráter de impacto perteneciente a la cara oculta de la Luna, al noreste del prominente cráter Tsiolkovskiy. Al noroeste se encuentra el cráter más pequeño Lander.
|  |

Es un cráter muy dañado, que aparece como poco más que una depresión irregular en la superficie lunar. Tanto el reborde exterior como el suelo interior están rayados por surcos desordenados de material que son radiales con respecto a Tsiolkovskiy. Lo más probable es que se depositaran a partir de los materiales eyectados durante la formación del propio Tsiolkovskiy.
Debe su nombre al cosmonauta Víktor Patsáyev, que murió en la misión Soyuz 11.

## Kira
Dentro de Patsaev Q se aloja un cráter minúsculo que fue designado oficialmente Kira por la Unión Astronómica Internacional (UAI). Kira es un nombre femenino ruso, y en consecuencia el cráter no se nombra realmente por ninguna persona concreta. Las coordenadas selenográficas de este elemento son 17,6 ° S, 132,8 ° E, y su diámetro es de 3 km.
| Cráter | Coordenadas                     | Diámetro | Origen del nombre    |
| ------ | ------------------------------- | -------- | -------------------- |
| Kira   | 17°36′S 132°48′E / -17.6, 132.8 | 3 km     | Nombre femenino ruso |

## Cráteres satélite
Por convención estos elementos son identificados en los mapas lunares poniendo la letra en el lado del punto medio del cráter que está más cercano a Patsaev.
|           | \| Patsaev \| Coordenadas \| Diámetro \| \| --------- \| ------------------------------- \| -------- \| \| Patsaev K \| 18°48′S 134°30′E / -18.8, 134.5 \| 53 km \| \| Patsaev Q \| 17°48′S 132°42′E / -17.8, 132.7 \| 34 km \| |          |
| Patsaev   | Coordenadas | Diámetro |
| Patsaev K | 18°48′S 134°30′E / -18.8, 134.5 | 53 km    |
| Patsaev Q | 17°48′S 132°42′E / -17.8, 132.7 | 34 km    |

El cráter satélite Patsaev Q se encuentra justo al suroeste de Patsaev. En el pasado se sugirió que se renombrara como Chenier, en honor del poeta francés André Marie Chénier, pero esta propuesta nunca fue adoptada por la UAI.